# Itoman
Itoman (糸満市?, Itoman-shi) è una città giapponese della prefettura di Okinawa e si trova all'estremo sud dell'isola di Okinawa.